# مورتن غونار لارسن
مورتن غونار لارسن (بالنرويجية: Morten Gunnar Larsen)‏ (و. 1955  م) هو عازف بيانو، وعازف جاز نرويجي، ولد في أوسلو، يستخدم آلات بيانو.

## جوائز
حصل على جوائز منها:
- Buddyprisen [الإنجليزية]‏ (1992)
- Spellemann Award open category ‏ (1976).

## روابط خارجية
- مورتن غونار لارسن على موقع ميوزك برينز (الإنجليزية)
- مورتن غونار لارسن على موقع أول ميوزيك (الإنجليزية)
- مورتن غونار لارسن على موقع ديسكوغز (الإنجليزية)